# Tambakrejo (Sumbermanjing)
Tambakrejo is een bestuurslaag in het regentschap Malang van de provincie Oost-Java, Indonesië. Tambakrejo telt 6152 inwoners (volkstelling 2010).